# Drop Dead Fred
Pour plus de détails, voir Fiche technique et Distribution.
Drop Dead Fred ou Fais de l'air Fred au Québec, est un film américain réalisé par Ate de Jong et sorti en 1991.

## Synopsis
Durant son enfance, Elizabeth avait un ami imaginaire surnommé Drop Dead Fred qu'elle était seule à pouvoir voir et qui l'incitait à commettre des bêtises. Sa mère, exaspérée, lui confisqua la boîte à musique dans laquelle Fred s'était dissimulé. Devenue adulte, Elizabeth perd en une seule journée son argent, sa voiture, son fiancé et son travail. Obligée de retourner vivre chez sa mère avec laquelle elle est en froid, Elizabeth retrouve dans un placard la boîte à musique. La nuit venue, la boîte se met à fonctionner toute seule, et Drop Dead Fred refait son apparition !

## Fiche technique
- Titre original et français : Drop Dead Fred
- Titre québécois : Fais de l'air Fred
- Réalisation : Ate de Jong
- Scénario : Carlos Davis et Anthony Fingleton
- Production : Paul Webster
- Musique : Randy Edelman
- Photographie : Peter Deming
- Montage : Marshall Harvey
- Date de sortie : 
  - États-Unis : 19 avril 1991

## Distribution
- Phoebe Cates (VF : Amélie Morin ; V.Q. : Anne Bédard) : Elizabeth 'Lizzie' Cronin
- Rik Mayall (V.Q. : François Godin) : Fred
- Marsha Mason (V.Q. : Louise Rémy) : Polly Cronin, la mère d'Elizabeth
- Tim Matheson (V.Q. : Jean-Luc Montminy) : Charles, l'ex-fiancé d'Elizabeth
- Carrie Fisher (V.Q. : Élise Bertrand) : Janie, l'amie d'Elizabeth
- Keith Charles : Murray
- Ashley Peldon (V.Q. : Johanne Léveillé) : Elizabeth, enfant
- Daniel Gerroll : Nigel Cronin, le père d'Elizabeth
- Ron Eldard (V.Q. : Gilbert Lachance) : Mickey Bunce, l'ami d'enfance d'Elizabeth
- Bridget Fonda : Annabella, la fiancée de Charles

Source et légende : Version québécoise (V.Q.) sur Doublage Québec.

## Autour du film
- Le film a été un véritable échec au box-office, et a reçu des critiques assassines, si bien qu'il est apparu dans plusieurs listes des pires films de l'année. C'est probablement l'une des raisons pour lesquelles le film n'est jamais sorti en France, que ce soit au cinéma ou en vidéo. Il est toutefois sorti en version doublée au Québec.